# Chiesa di San Marco al Molo
La chiesa di San Marco al Molo è un edificio religioso cattolico del centro storico di Genova, situato in via del Molo, nei pressi del porto antico di Genova. La sua comunità parrocchiale fa parte del vicariato "Centro Est" dell'arcidiocesi di Genova.

## Storia
La chiesa venne eretta al tempo dell'arcivescovo di Genova Ugone della Volta (ossia tra il 1163 e il 1188), probabilmente su richiesta di coloro che lavoravano e vivevano nel nuovo quartiere di servizi portuali che proprio in quel tempo andava formandosi per iniziativa del Comune  nei pressi dello scalo del Mandraccio. Un documento datato 16 gennaio 1173 informa che i Consoli di Genova concessero un piccolo lotto di terreno ad un certo Striggiaporco, figlio di Giovanni Nepitelli, affinché edificasse la una chiesa nel quartiere del Molo, al margine dell'area portuale.
Ottenuta l'autorizzazione, lo Striggiaporco fece costruire la chiesa, dedicata, con un'intitolazione insolita a Genova, a San Marco, patrono della rivale Venezia, da dove in quel tempo la devozione per questo santo si era diffusa a tutta l'Italia. Il fondatore, morto nel 1178, fu sepolto in una tomba all'ingresso della chiesa; i suoi discendenti, iscritti alla nobiltà cittadina con il nome di Salvago, nel 1571 fecero collocare nella chiesa una lapide in sua memoria.
All'epoca della sua fondazione la chiesa, che ora vediamo completamente sulla terraferma, sorgeva sui primi prolungamenti artificiali del Molo ed era affacciata direttamente sulla banchina del porto. In stile romanico, era costruita in pietra, con l'ingresso orientato ad Ovest.

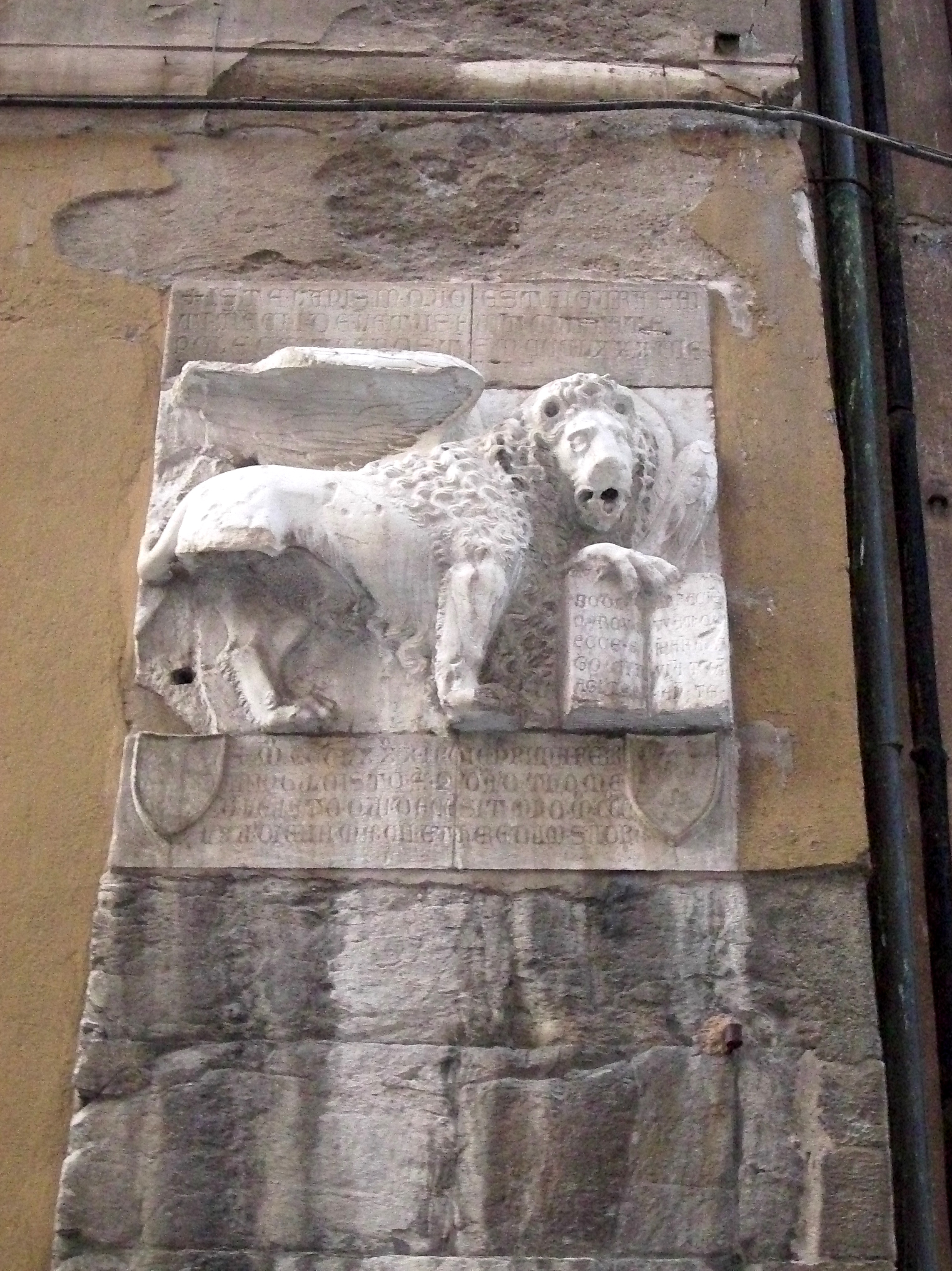
Il leone di San Marco preso dai Genovesi durante il saccheggio di Pola

La costruzione si concluse nel 1177; fu lo stesso arcivescovo Ugone a concedere la parrocchialità nel 1185, e il suo successore Bonifacio a consacrarla nel 1189. All'inizio del XIV secolo San Marco ebbe come rettore Giovanni di Carignano, che fu il primo cartografo genovese del quale si abbiano notizie storiche; questi nel 1314 venne diffidato dall'arcivescovo Porchetto Spinola per aver indebitamente affittato ai mercanti alcuni locali della chiesa come deposito di attrezzature nautiche, ma la curia pontificia lo autorizzò a proseguire questa attività.

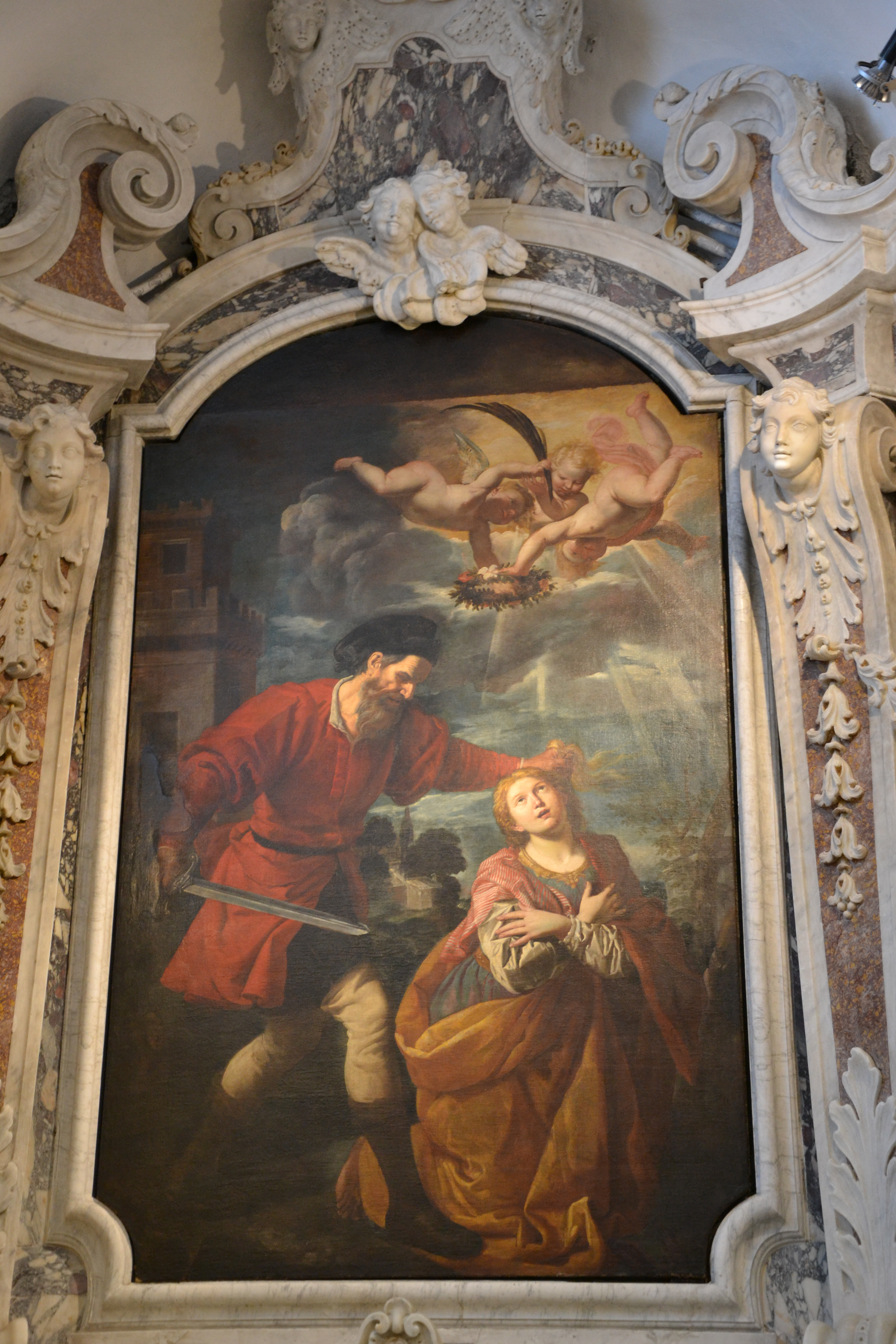
Martirio di Santa Barbara, Domenico Fiasella (1622)

Nel 1440 furono eseguiti alcuni lavori di restauro, nel 1510 venne risistemato l'interno; nel XVI secolo con la realizzazione delle mura cinquecentesche la chiesa si trovò ad esserne completamente circondata: la cortina delle mura passava proprio accanto al lato nord della chiesa, separandola dalle calate portuali, a cui si accedeva attraverso la monumentale "porta del Molo", o "porta Cibaria" (termine col tempo deformato in "Siberia"), realizzata su disegno dell'Alessi, oppure per la più piccola "porta della Marinetta", adiacente alla chiesa. In questa circostanza fu probabilmente capovolto l'orientamento della chiesa (l'ingresso attuale si trova dove in origine c'era l'abside).
Nel 1594 la chiesa venne ampliata e dotata di una nuova facciata; questo, insieme ad altri interventi effettuati nel 1646 (intonacatura interna ed esterna e nuovi altari barocchi) e nel 1736 la trasformarono in stile barocco. Nel 1783 venne demolita la torre nolare perché pericolante.
Per secoli, fino alla metà dell'Ottocento, il Molo Vecchio fu uno dei luoghi deputati alle esecuzioni capitali a Genova; i condannati, prima di essere giustiziati, ricevevano l'ultima benedizione dal parroco di San Marco. Una lapide nella chiesa, datata 1654, riferisce che il parroco di San Marco si era assunto l'impegno perpetuo di celebrare una messa di suffragio per i condannati a morte ogni sabato e il 2 novembre di ogni anno.
Durante la seconda guerra mondiale le esplosioni avvenute nel porto causarono gravi danni ai muri perimetrali ed alle coperture. Il restauro attuato tra il 1947 e il 1948 ha ripristinato le strutture interne originarie, con l'eliminazione degli intonaci che ricoprivano il paramento in pietra delle colonne e degli archi; durante i lavori vennero alla luce tracce delle fondamenta dell'abside originario, in corrispondenza dell'attuale ingresso principale, confermando così il capovolgimento dell'orientamento rispetto alla primitiva costruzione romanica; una lista di marmo bianco sul pavimento individua il tracciato dell'antica abside.
Durante questi interventi venne anche ritrovata la base ottagonale della torre nolare, impostata sul transetto. Nuovi restauri sono stati condotti nel 2002, mentre più recentemente è stato ripristinato nel lato a nord della chiesa l'antico accesso diretto dal Porto Antico, attraverso le mura cinquecentesche.

## Descrizione
I restauri settecenteschi hanno completamente modificato l'originaria costruzione romanica, trasformando l'interno in stile barocco. Alcuni particolari della costruzione primitiva sono stati ripristinati con i restauri postbellici.

### Esterno

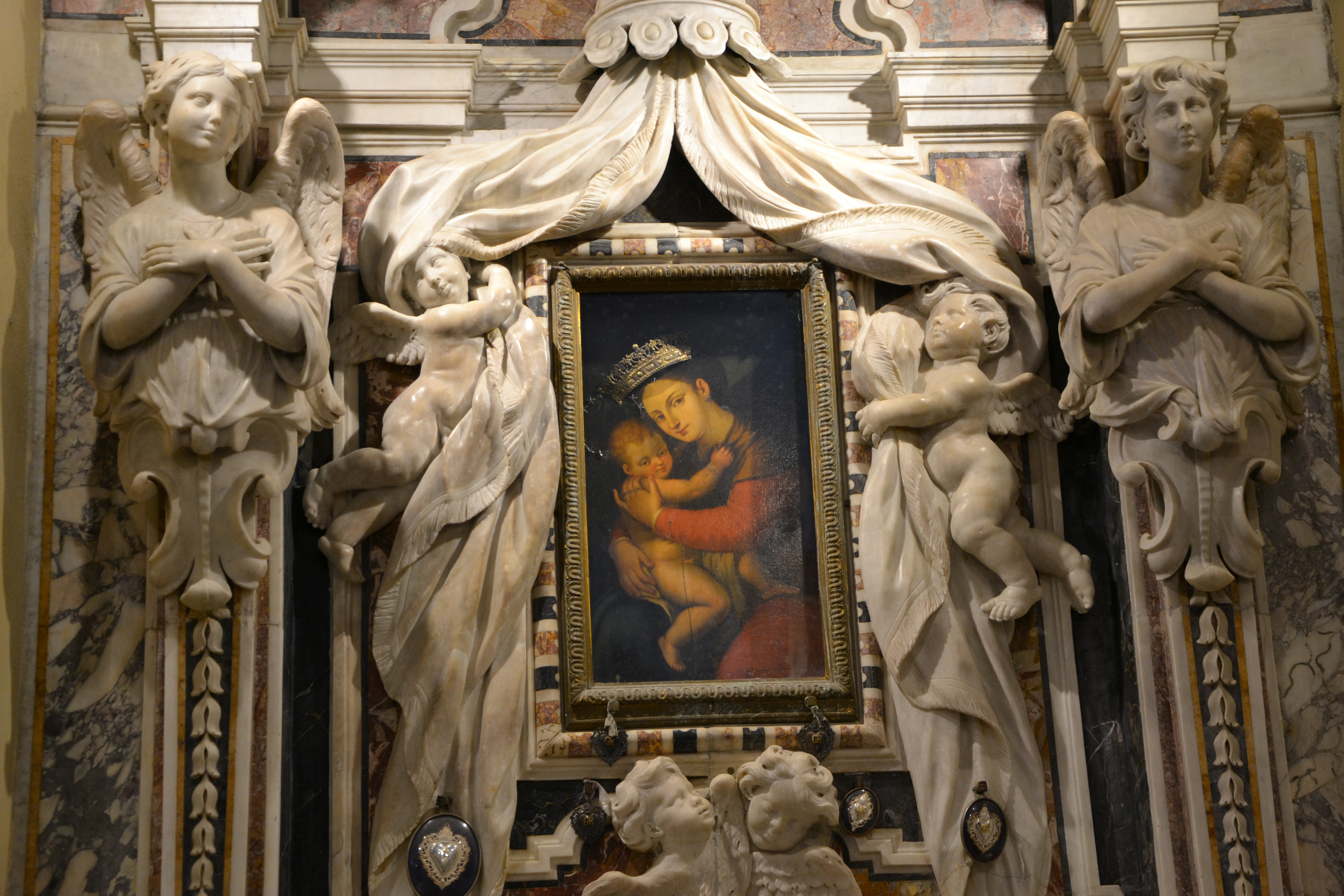
Madonna del Soccorso (fine del XVII secolo)

L'esterno della chiesa non presenta alcun motivo decorativo; ai piani superiori dell'edificio sono appartamenti ad uso di abitazione. La facciata principale, affacciata su piazza di San Marco, un piccolo distacco di via del Molo, risale al 1594, ed ingloba il portico medioevale costruito nel 1346 a ridosso di quella che era allora l'abside della chiesa e che era utilizzato per le riunioni della "conestagia" (circoscrizione amministrativa della Genova medioevale). Sono ancora riconoscibili le arcate, tamponate, e le colonne in pietra inglobate nella muratura.

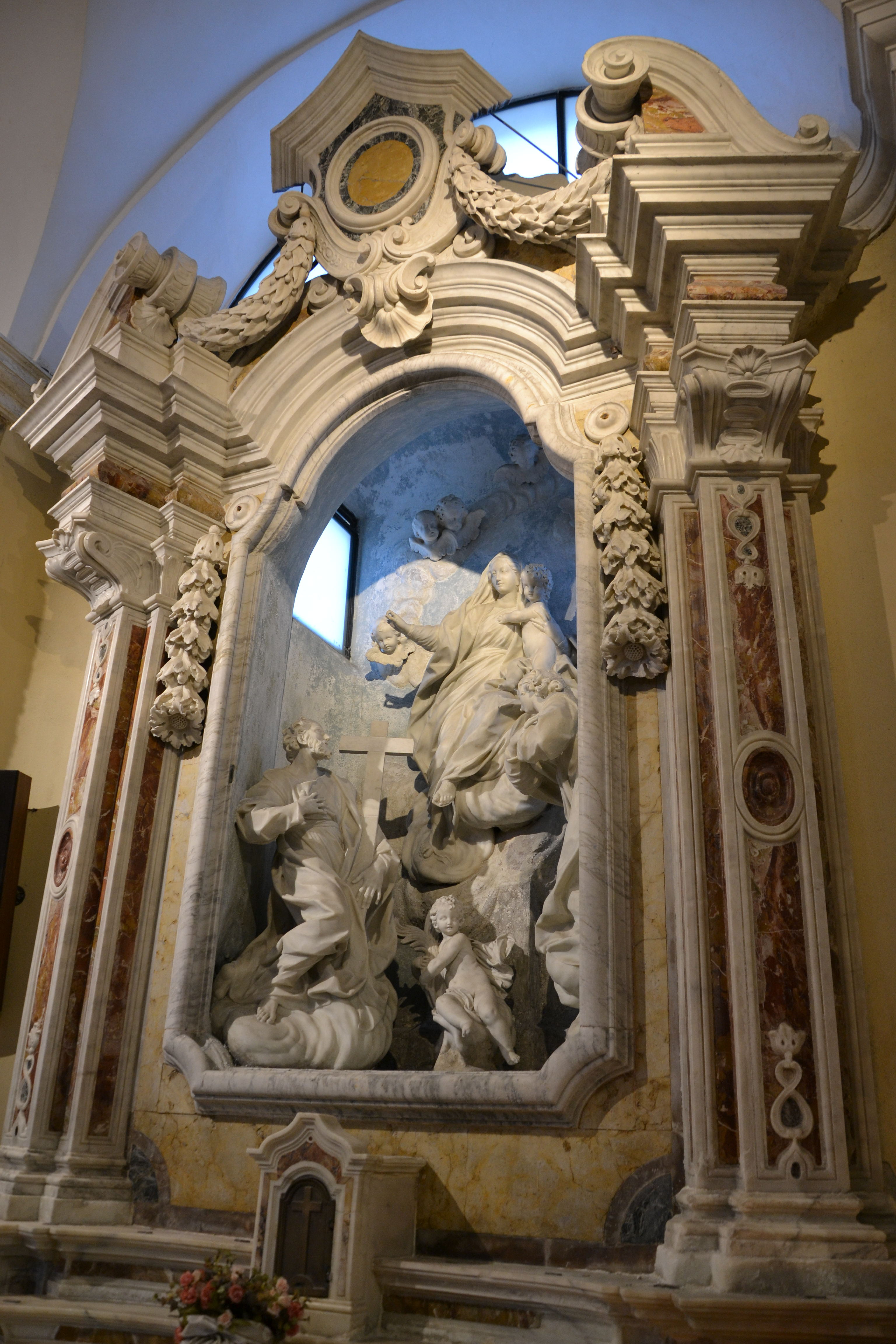
Madonna e i santi Nazario e Celso, Francesco Maria Schiaffino (1735)

Sul fianco sinistro, lungo via del Molo sono murate alcune iscrizioni ed un bassorilievo raffigurante il leone di San Marco, strappato alla città di Pola nel 1380, quando i Genovesi saccheggiarono la città Istriana, durante la cosiddetta guerra di Chioggia.
La zona absidale (antico ingresso) e il lato nord della chiesa, affacciato sul Porto Antico, sono inglobati nelle mura della Marinetta, in cui è stato recentemente riaperto un ingresso laterale che riprende l'originaria apertura che dalla chiesa portava direttamente alla banchina portuale, chiusa nel XVI secolo quando vennero realizzate le mura, e della quale sono state ritrovate tracce nella muratura perimetrale della chiesa, dove erano evidenti tracce di una tamponatura ed i cardini di un'antica porta.

#### Campanile
Il campanile della chiesa romanica era in realtà una "torre nolare", in quanto incorporata nella struttura dell'edificio principale, tipica del romanico arcaico; di forma ottagonale (simile a quello della chiesa di S. Donato, altro storico luogo di culto del centro storico di Genova), era impostata sul tiburio. Fu demolita nel 1783 perché pericolante e successivamente sostituita con l'attuale campanile a torre. La base della vecchia torre nolare è stata individuata durante i restauri postbellici.

### Interno
L'interno, il cui orientamento è stato capovolto nel XVI secolo rispetto alla costruzione romanica, conserva la pianta basilicale a tre navate, separate da colonne in pietra rustica, sormontate da capitelli cubici e archi a tutto sesto. L'originaria copertura a capriate lignee è stata sostituita da una volta a botte, realizzata nel Settecento.

#### Opere d'arte
All'interno sono custodite importanti opere pittoriche e scultoree di scuola barocca genovese; accanto alla parete d'ingresso, Assunta, statua lignea di Anton Maria Maragliano (1736); al secondo altare della navata destra, Madonna e i santi Nazario e Celso, gruppo marmoreo di Francesco Maria Schiaffino (1735), commissionato dalla corporazione degli Stoppieri (calafati), come indicato da un'iscrizione presso lo stesso altare.
Tra i dipinti, Martirio di Santa Barbara, opera giovanile di Domenico Fiasella (1622), commissionato dalla corporazione detta dei Bombardieri (addetti alla costruzione e all'uso delle artiglierie), i Santi Agostino e Chiara di Antonio Giolfi, Nozze mistiche di Santa Caterina di Orazio De Ferrari (1630 circa) e Anime purganti, dipinto seicentesco attribuito a Giulio Benso.
Nella cappella alla destra del presbiterio, altare in marmo di Daniello Solaro (fine del XVII secolo), dedicato alla Madonna del Soccorso, raffigurata in una tavola di Giovanni Carlone, racchiusa in una scenografica cornice marmorea.